# Pośrednia Brdarowa Grapa
Pośrednia Brdarowa Grapa (słow. Prostredná brdárova grapa) – szczyt Brdarowych Grap, bocznej grani Liptowskich Kop w słowackich Tatrach. Grań ta oddziela dolinę Koprowicę od Doliny Szpaniej i Doliny Cichej. Pośrednia Brdarowa Grapa znajduje się w środkowej części tej grani pomiędzy Wielką Brdarową Grapą (1860 m) a Małą Brdarową Grapą (1722 m). Grań między Wielką i Pośrednią Brdarową Grapą jest porośnięta kosodrzewiną i prawie pozioma, na długości około 500 m obniża się zaledwie o około 30 m. W grani między Pośrednią i Małą Brdarową Grapą znajduje się przełęcz Brdarowe Siodło (1689 m).
Pośrednia Brdarowa Grapa według pomiarów lidarowych z 2018 roku ma wysokość 1822 m, według pomiarów wcześniejszych – 1824 lub 1814 m. Południowo-wschodnie stoki Pośredniej Brdarowej Grapy opadają do doliny Koprowicy, północno-zachodnie do Doliny Cichej. Spod szczytu spływają do tej doliny trzy strumyki, niżej łączące się w jeden potok uchodzący w okolicy Ubogich Polan do Cichej Wody.
Pośrednia Brdarowa Grapa porośnięta jest lasem i kosówką, tylko niewielkie partie są jeszcze trawiaste. W podhalańskiej gwarze, zarówno polskiej, jak i słowackiej, grapą nazywano strome i urwiste zbocze, grzbiet lub wzniesienie. Od 1949 r. cały rejon Liptowskich Kop stanowi zamknięty dla turystów obszar ochrony ścisłej TANAP-u. Nazwa Pośrednia Brdarowa Grapa używana jest w części nowszych wydawnictw polskich; w pozostałych oraz w publikacjach słowackich stosowane jest określenie Mała Brdarowa Grapa (Malá Brdárova grapa).

## Problemy z nazewnictwem i lokalizacją
Cztery szczyty Brdarowych Grap zostały wyróżnione przez Władysława Cywińskiego w 11 tomie przewodnika wspinaczkowego Tatry. Szpiglasowy Wierch. Wcześniejsi tatrolodzy Witold Henryk Paryski i Ivan Bohuš wyróżniali tylko trzy szczyty: Wielką i Małą Brdarową Grapę oraz Brdarową Dzwonnicę, podobnie podawano także na mapach, przy czym Mała Brdarowa Grapa (Malá Brdárova grapa) odpowiadała Pośredniej Grapie Władysława Cywińskiego.